# Myotis australis
Myotis australis (Dobson, 1878) è un pipistrello della famiglia dei Vespertilionidi endemica dell'Australia.

## Descrizione

### Dimensioni
Pipistrello di piccole dimensioni, con la lunghezza della testa e del corpo di 46 mm, la lunghezza dell'avambraccio di 39 mm, la lunghezza della coda di 38 mm, la lunghezza del piede di 8 mm e la lunghezza delle orecchie di 15 mm.

### Aspetto
La pelliccia è corta e densa. Le parti dorsali sono marroni, con le punte dei peli leggermente più chiare, mentre le parti ventrali sono marroni scure, con le punte dei peli più chiare. Le orecchie sono moderatamente lunghe e strette. Il trago è arrotondato e leggermente curvato in avanti. Le ali sono attaccate posteriormente alla base delle dita dei piedi, i quali sono piccoli. L'estremità della lunga coda si estende leggermente oltre l'ampio uropatagio. Il calcar è fornito di un lobo terminale ben sviluppato.

## Distribuzione e habitat
Questa specie è conosciuta soltanto dall'olotipo catturato nel XIX secolo presso Sydney, in Australia ed ora depositato presso il Naturalis di Leida, Paesi Bassi. Un individuo catturato nella parte nord-occidentale dell'Australia occidentale potrebbe appartenere a questa specie, tuttavia è molto probabile che si tratti di un esemplare vagante di Myotis muricola.

## Conservazione
La IUCN Red List, considerata l'incertezza sulla sua posizione tassonomica e la mancanza di informazioni circa il suo areale, lo stato della popolazione e i requisiti ecologici, classifica M.australis come specie con dati insufficienti (DD).